# Rhaphium septentrionale
Rhaphium septentrionale är en tvåvingeart som beskrevs av Charles Howard Curran 1931. Rhaphium septentrionale ingår i släktet Rhaphium och familjen styltflugor. Inga underarter finns listade i Catalogue of Life.